# صمد رستمخانی

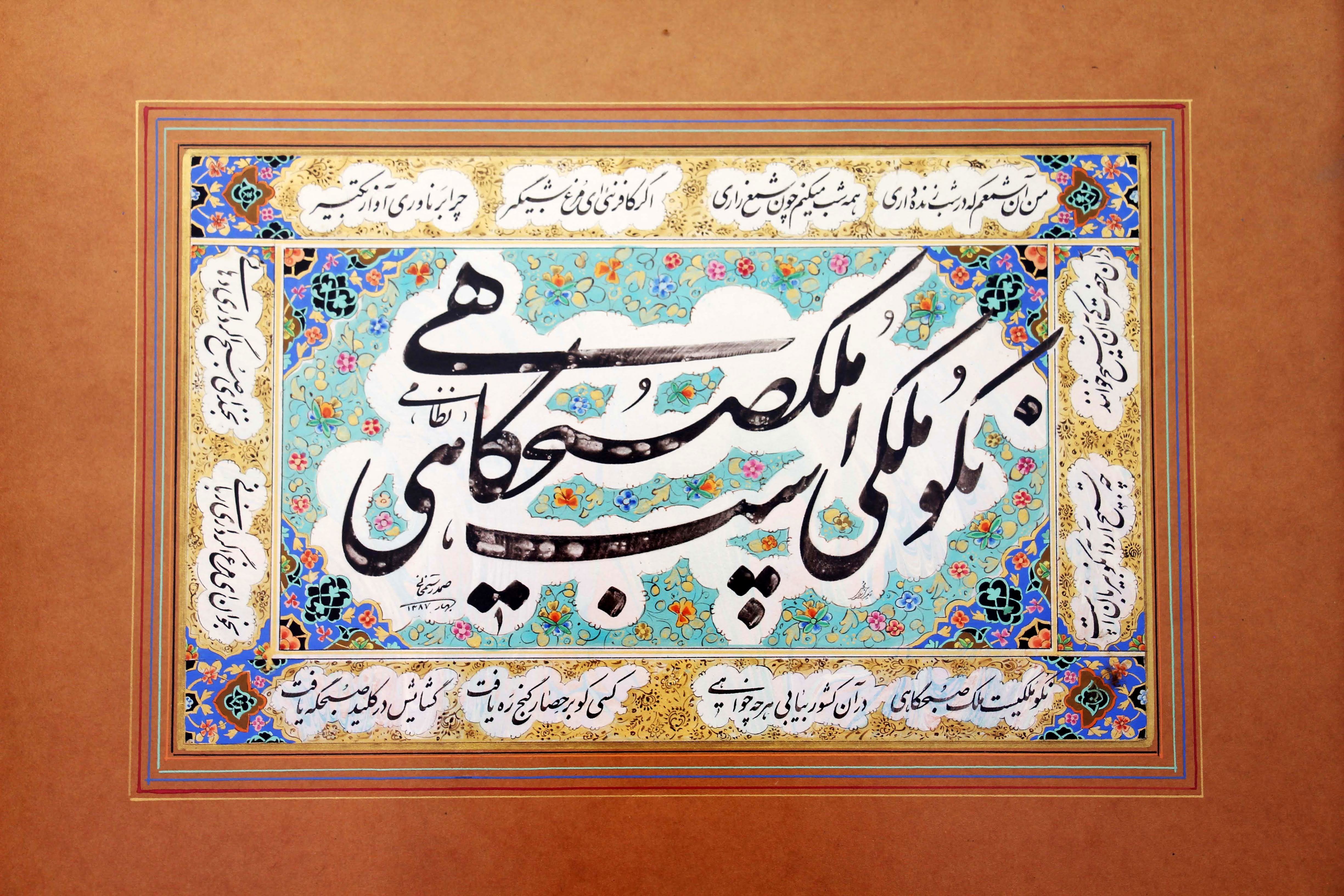
"نکو ملکی است ملک صبحگاهی" بخشی از یکی از زیباترین و تاثیرگذارترین قطعات ادبیات فارسی، یعنی خمسه نظامی و به طور خاص داستان شیرین و خسرو است. این بیت در قسمتی قرار دارد که شیرین، معشوق خسرو، در تنهایی و دوری از معشوق به زاری و ناله پرداخته است. معنی بیت: این بیت به زیبایی طلوع صبح و آغاز روز جدید را توصیف می‌کند و آن را به پادشاهی نیکو و مطلوب تشبیه می‌کند. نظامی می‌گوید همانطور که در پادشاهی نیکو هر چه انسان بخواهد یافت می‌شود، در صبح نیز هر مشکلی حل می‌شود و هر آرزویی برآورده می‌شود.

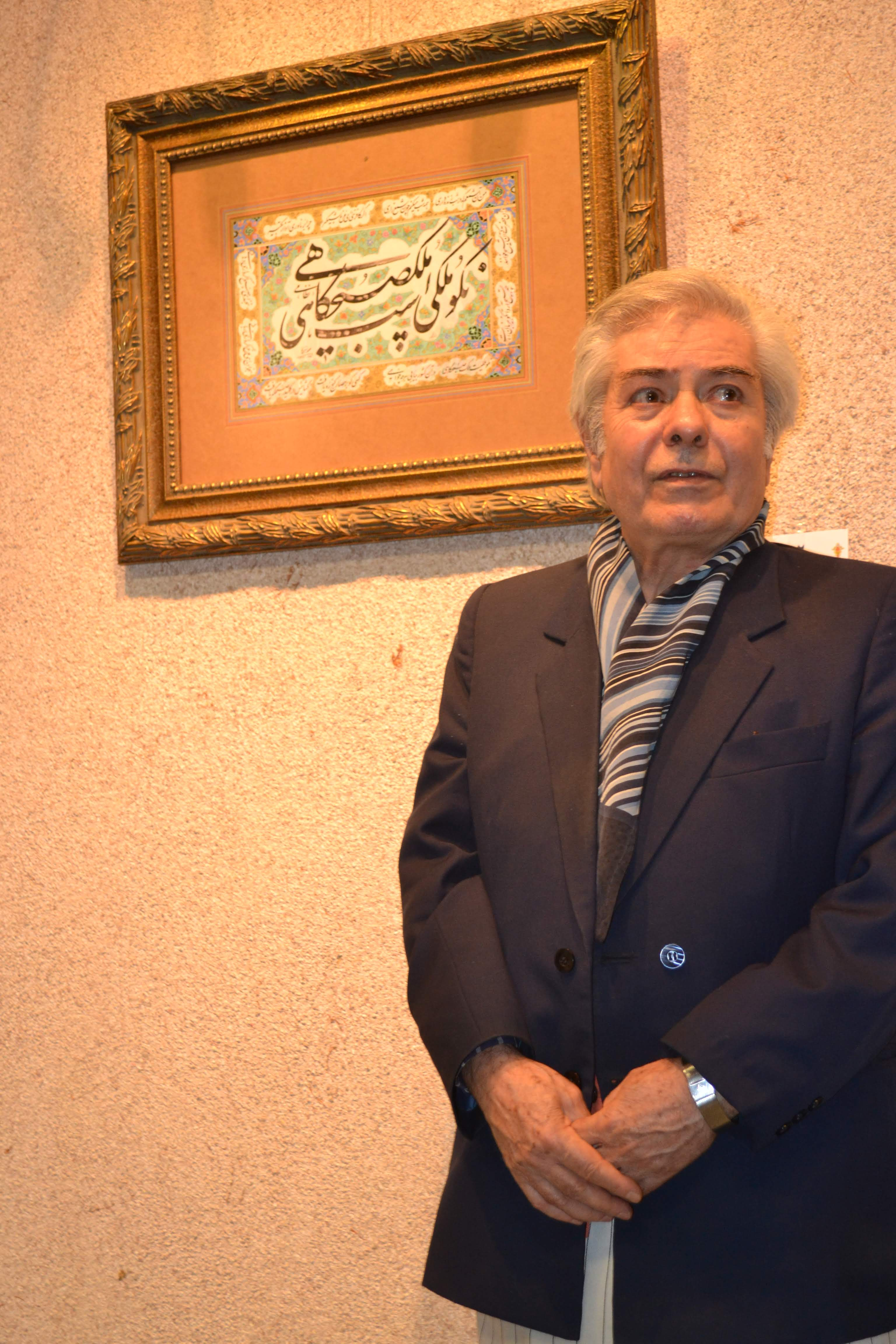
استاد صمد رستمخانی در نمایشگاه آثار هنری نستعلیق

صمد رستمخانی (۱۳۲۷ – ۱۳۹۹)، استاد خوشنویسی نستعلیق بود.

## زندگی و فعالیت هنری

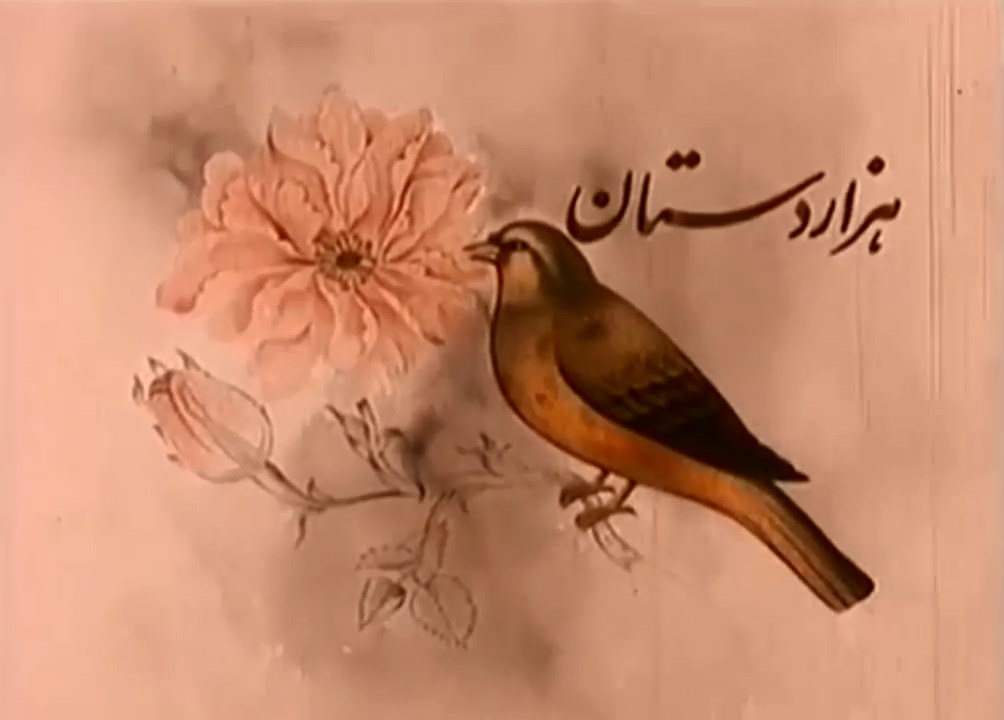
قابی از تیتراژ سریال هزاردستان

او در سال ۱۳۲۷ در زنجان متولد شد. رستمخانی در سال ۱۳۵۲ موفق به کسب رتبه ممتازی از انجمن خوشنویسان ایران، در سال ۱۳۶۷ موفق به کسب رتبه دو هنری از شورای ارزشیابی هنرمندان کشور وزارت فرهنگ و ارشاد و در سال ۱۳۸۸ موفق به کسب درجه استادی به تأیید شورای ارزشیابی هنری وزارت فرهنگ و ارشاد از انجمن خوشنویسان ایران شد. وی از شاگردان حسین میرخانی و غلامحسین امیرخانی بود.
این هنرمند خطاط تیتراژ ابتدایی و پایانی مجموعه‌های تلویزیونی ماندگار «هزار دستان» را در سال ۱۳۶۶ و «سربداران» را در سال ۱۳۶۰ نگارش کرد.
وی در اسفندماه ۱۳۹۹ درگذشت.